# Taglang La
Taglang La é um passo de montanha no Ladaque, norte da Índia. Situa-se a 5 328 ou 5 359 metros de altitude, na parte ocidental dos Himalaias, na cordilheira de Zanskar. Faz parte do percurso da estrada Manali–Lé, é frequentemente apontado como o segundo passo de montanha mais alto do mundo transitável por veículos motorizados (o mais alto é alegadamente o passo de Khardung La, também no Ladaque, mas mais a nordeste). O marco local indica uma altitude de 5 359 metros, mas alegadamente a verdadeira altitude é 5 328 metros.
Situa-se 365 km a norte-nordeste de Manali, 250 km a nordeste de Keylong, 60 km a sul de Upshi e 108 km a sul-sudeste de Lé (distâncias por estrada).